# Стефан IV
Поради това, че папа Стефан II умира преди да е ръкоположен, този папа понякога е наричан папа Стефан III.
Папа Стефан IV става римски папа на 1 август или 7 август 768 г. до смъртта си на 24 януари 772 г. Роден е на остров Сицилия.